# Petrocosmea coerulea
Petrocosmea coerulea är en tvåhjärtbladig växtart som beskrevs av Cheng Yih Wu och Wen Tsai Wang. Petrocosmea coerulea ingår i släktet Petrocosmea och familjen Gesneriaceae. Inga underarter finns listade i Catalogue of Life.